# Odrowąż (Grande-Pologne)
Pour les articles homonymes, voir Odrowąż.
Odrowąż (prononciation : [ɔˈdrɔvɔ̃ʂ]) est un village polonais de la gmina de Witkowo dans le powiat de Gniezno de la voïvodie de Grande-Pologne dans le centre-ouest de la Pologne.
Il se situe à environ 5 kilomètres au sud-ouest de Witkowo (siège de la gmina), à 16 kilomètres au sud-est de Gniezno (siège du powiat) et à 55 kilomètres à l'est de Poznań (capitale régionale).
Le village possédait une population de 80 habitants en 2006.

## Histoire
De 1975 à 1998, le village faisait partie du territoire de la voïvodie de Konin.

Depuis 1999, Odrowąż est situé dans la voïvodie de Grande-Pologne.